# Templo de Diana (Roma)
Templo de Diana era um antigo templo romano localizado no Campo de Marte e que, de acordo com a história semi-lendária de Roma, foi construído no século VI a.C. na época do rei Sérvio Túlio. Atualmente fica no Rione XII - Ripa.

## História
De acordo com Lívio, chegaram a Roma notícias de um novo e glorioso Templo de Ártemis (Diana) construído em Éfeso e dizia-se que ele havia sido construído com o esforço conjunto de todas as cidades da Ásia Menor. O rei de Roma, Sérvio Túlio, percebeu as vantagens de algo assim e propôs algo similar às cidades latinas, convencendo-as a trabalhar com os romanos para construir um templo dedicado à deusa Diana, equivalente romano à deusa grega Ártemis, em Roma. O templo foi finalmente construído no Clivo Publício, no monte Aventino.
Logo depois da construção, uma vaca de tamanho e beleza extraordinários nasceu no rebanho de uma família sabina. Os áugures previram que a soberania seria da cidade cujo cidadão sacrificasse o animal a Diana. Por isso, o sabino levou a vaca até o Templo de Diana e a levou ao altar. Porém, antes que ele pudesse sacrificá-la, o sacerdote romano o confrontou e o interrogou se ele pretendia realizar o sacrifício com as mãos impuras, implorando para que ele fosse lavar as mãos no Tibre. Assim que o sabino deixou o templo, o sacerdote imediatamente sacrificou o animal, dando grande satisfação aos romanos e ao seu rei.
Dedicações de templos posteriores passaram a se basear no modelo das fórmulas rituais e regulamentos de culto criados para o Templo de Diana no Aventino.
Uma rua curta, chamada Via del Tempio di Diana, relembra o local onde ficava o templo e parte de suas paredes estão incorporadas nas paredes do atual restaurante Apuleius, no Aventino.

## Localização
| Planimetria do Campo de Marte meridional |
| --- |
| Tibre Navália Circo Flamínio Teatro de Marcelo T. de DianaC T. da Piedade T. de Jano T. de Juno T. de Spes Templo de Belona Templo de Apolo Sosiano Templo de Júpiter Estator Templo de Juno Regina Pórtico de Otávia Portico de Filipo T. de Hércules Portico de Otávio Teatro de Balbo Cripta de Balbo Portico de Minúcio T. das Ninfas Diribitório T. de Juturna T. da Fortuna T. de Ferônia T. dos Lares Permarinos Cúria de Pompeu Portico de Pompeu Teatro de Pompeu Templo da Vênus Victrix Templo de Marte Santuário de Hércules Grande Vigia Templo de Castor e Pólux Ponte Fabrício Ilha Tiberina Pórtico dos Máximos T. de Netuno Pórtico dos Deuses Vila Pública Hecatostilo T. da Fortuna Equestre Anfiteatro de Estacílio Tauro (?) |